# Jane Kiggundu
Jane Kiggundu, là một luật sư và thẩm phán Uganda ở Tòa án Tối cao Uganda. Bà được Yoweri Museveni bổ nhiệm làm chủ tịch tòa án, tháng 5 năm 2008.

## Bối cảnh và giáo dục
Bà tốt nghiệp Khoa Luật của Đại học Makerere, trường đại học công lập lớn nhất và lâu đời nhất của Uganda, với bằng Cử nhân Luật. Sau đó, bà nhận được Chứng chỉ về Thực hành Pháp lý từ Trung tâm Phát triển Luật, ở Kampala, thủ đô của Uganda. Sau đó, bà được nhận vào hội Luật Uganda.

## Nghề nghiệp
Bắt đầu từ khoảng năm 2000, bà Kiggundu đã làm việc tại Bộ Tư pháp và Hiến pháp Uganda. Từ năm 2003 đến năm 2007, bà là Quyền Tổng Giám đốc. Sau đó, bà phục vụ như Tổng tư pháp từ năm 2007 đến năm 2008, cũng là Quyền tạm thời.
Trong khi ở Tòa án Tối cao, bà là giám đốc điều hành của Viện Nghiên cứu Tư pháp, trước khi bà phục vụ trong Bộ phận Gia đình của tòa án. Vào tháng 5 năm 2017, bà phục vụ trong Phòng Tội phạm Quốc tế của Tòa án Tối cao. Bà là một thành viên của tòa án ba thẩm phán đã kết tội 14 người đàn ông bị buộc tội thực hiện các vụ giết người của các giáo sĩ Hồi giáo ở Uganda, giữa năm 2014 và 2015. Hai thẩm phán khác trong bộ ba là Thẩm phán Ezekiel Muhanguzi (chánh án) và Tư pháp Percy Tuhaise (thành viên).